# Anthony Bajon

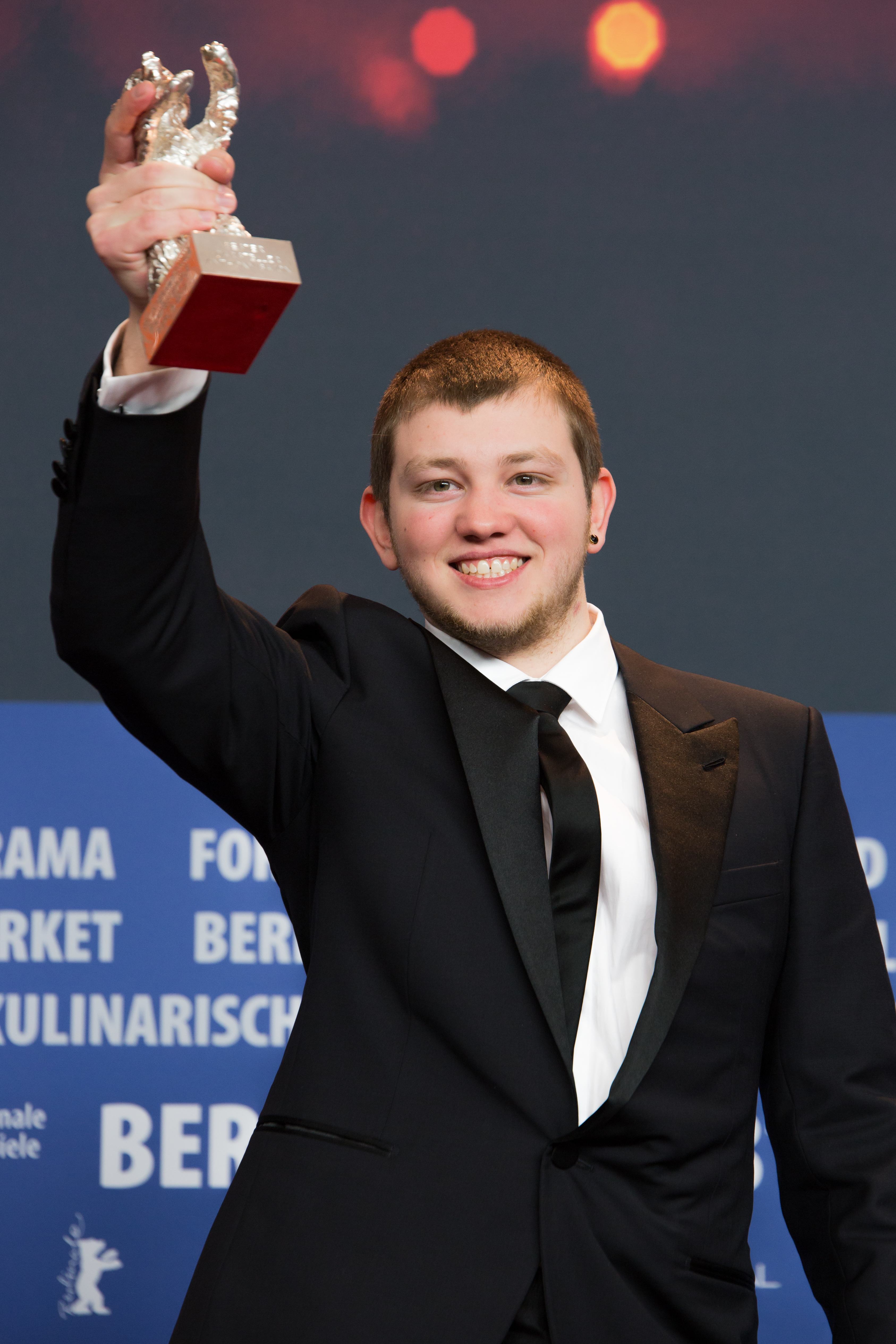
Anthony Bajon mit dem Silbernen Bären der Berlinale 2018

Anthony Bajon (* 7. April 1994 in Villeneuve-Saint-Georges) ist ein französischer Filmschauspieler.

## Leben
Bajon kam als Sohn eines Metallarbeiters und einer Buchhalterin in Villeneuve-Saint-Georges zur Welt. Er beendete die Schule mit dem Baccalauréat STG (Sciences et Technologies de la Gestion) und gab 2009 sein professionelles Theaterdebüt im Stück der Troupe du Splendid Le père Noël est une ordure unter der Regie von Camille Peyrot. Es folgten weitere Engagements am Theater, darunter in den Stücken Trouble in the Works (Harold Pinter, 2012) und Les mots inutiles (Jean Tardieu, 2013). Im Jahr 2013 besuchte er sechs Monate lang Theaterkurse am Studio Muller in Paris.
Im Jahr 2014 gab Bajon im Kurzfilm Petit homme von Jean-Guillaume Sonnier sein Leinwanddebüt. Der Kurzfilm gewann 2014 auf dem Locarno Film Festival den Pardino d’argento im nationalen Wettbewerb. Im Folgejahr gab Bajon in Les ogres von Léa Fehner sein Langfilmdebüt als Schauspieler. In den Folgejahren übernahm Bajon in zahlreichen Kinofilmen kleinere Nebenrollen und war gelegentlich auch im Fernsehen zu sehen.
Bajon war im 2018 erschienenen Spielfilm Auferstehen von Cédric Kahn in einer der Hauptrollen zu sehen: Für seine Darstellung des drogenabhängigen Thomas, der clean werden will, wurde Bajon auf der Berlinale 2018 mit dem Silbernen Bären als Bester Darsteller ausgezeichnet. Er war dabei nach Leonardo DiCaprio der zweitjüngste ausgezeichnete Darsteller dieser Kategorie. Im Folgejahr erhielt er für Auferstehen zudem eine César-Nominierung als Bester Nachwuchsdarsteller und war für einen Prix Lumières nominiert. Eine weitere César-Nominierung als Bester Nachwuchsdarsteller folgte 2020 für Édouard Bergeons Au nom de la terre, der 2019 erschienen war und in dem Bajon den 15-jährigen Sohn eines Bauern spielt.

## Filmografie (Auswahl)
- 2014: Petit homme (Kurzfilm)
- 2015: Les ogres
- 2016: Der Landarzt von Chaussy (Médecin de campagne)
- 2016: Les enfants de la chance
- 2017: L’embarras du choix
- 2017: Agatha Christie: Mörderische Spiele (Les petits meurtres d’Agatha Christie)
- 2017: Nos années folles
- 2017: Auguste Rodin (Rodin)
- 2017: Le bleu blanc rouge de mes cheveux (Kurzfilm)
- 2017: Maryline
- 2017: Les grands (TV-Serie, zehn Folgen)
- 2018: Auferstehen (La prière)
- 2018: Ad Vitam – In alle Ewigkeit (Ad Vitam) (TV-Serie, vier Folgen)
- 2018–2019: Giftige Saat (Jeux d’influence) (TV-Mehrteiler)
- 2019: Du verdienst eine Liebe (Tu mérites un amour)
- 2019: Das Land meines Vaters (Au nom de la terre)
- 2019: Wonders in the Suburbs (Merveilles à Montfermeil)
- 2020: Rückkehr in die Bretagne (Paris-Brest) (TV)
- 2020: Teddy
- 2020: La troisième guerre
- 2021: Another World (Un autre monde)
- 2022: Athena
- 2023: Schrottplatzköter (Chien de la casse)
- 2024: Beating Hearts (L’amour ouf)
- 2024: Maldoror

## Auszeichnungen (Auswahl)
- 2018: Silberner Bär als Bester Darsteller, Internationale Filmfestspiele Berlin 2018, für Auferstehen
- 2018: Festival du Film de Cabourg, Swan d’or als Bester Nachwuchsdarsteller, für Auferstehen
- 2019: César-Nominierung, Bester Nachwuchsdarsteller, für Auferstehen
- 2019: Nominierung Prix Lumières, Bester Nachwuchsdarsteller, für Auferstehen
- 2020: César-Nominierung, Bester Nachwuchsdarsteller, für Au nom de la terre